# Lick It Up
Lick it Up – jedenasty album studyjny amerykańskiej grupy rockowej Kiss. Został wydany we wrześniu 1983 roku. Jest to pierwszy album zespołu z oficjalnym udziałem Vinniego Vincenta.

## Lista utworów
Strona pierwsza
1. "Exciter" (Paul Stanley, Vinnie Vincent) – 4:10
2. "Not for the Innocent" (Gene Simmons, Vincent) – 4:23
3. "Lick It Up" (Stanley, Vincent) – 3:59
4. "Young and Wasted" (Simmons, Vincent) – 4:04
5. "Gimme More" (Stanley, Vincent) – 3:41

Strona druga
1. "All Hell’s Breakin’ Loose" (Eric Carr, Stanley, Vincent, Simmons) – 4:34
2. "A Million to One" (Stanley, Vincent) – 4:17
3. "Fits Like a Glove" (Simmons) – 4:04
4. "Dance All Over Your Face" (Simmons) – 4:13
5. "And on the 8th Day" (Simmons, Vincent) – 4:02

## Skład
- Paul Stanley – gitara rytmiczna, wokal
- Gene Simmons – gitara basowa, wokal
- Vinnie Vincent – gitara prowadząca
- Eric Carr – perkusja